# John Baldessari
John Anthony Baldessari, född 17 juni 1931 i National City, Kalifornien, död 2 januari 2020 i Venice, Kalifornien, var en amerikansk konceptkonstnär.
John Baldessari var en av förgrundsfigurerna inom den konceptuella konsten. Hans konst brukar ofta ironisera samtidskonsten och dess nycker. Baldessari är känd för sina textmålningar och för sina experimentella konstfilmer. Baldessari har haft mer än 120 separatutställningar i USA och Europa.
Han fick nederländska Bonnefanten Award for Contemporary Art 2008.